# CALABARZON
CALABARZON (ook wel Regio IV-A) is een van de 17 regio's van de Filipijnen. De naam is een samenstelling van delen van de namen van de provincies waaruit de regio bestaat. Het regionale centrum is Calamba City. Bij de laatste census in 2007 had de regio ruim 11,7 miljoen inwoners. Deze regio is na Metro Manilla de dichtstbevolkte regio van het land.

## Geschiedenis
Tot 2002 vormde deze regio samen met de regio MIMAROPA een grote regio genaamd Southern Tagalog (regio IV).

## Geografie

### Bestuurlijke indeling
CALABARZON is onderverdeeld in vijf provincies.

#### Provincies
- Batangas
- Cavite
- Laguna
- Quezon
- Rizal

Deze provincies zijn weer onderverdeeld in 11 steden en 131 gemeenten

## Demografie
CALABARZON had bij de census van 2007 een inwoneraantal van 11.743.110 mensen. Dit zijn 2.403.492 mensen (25,7%) meer dan bij de vorige census van 2000. De gemiddelde jaarlijkse groei komt daarmee uit op 3,21%, hetgeen hoger is dan het landelijk jaarlijks gemiddelde over deze periode (2,04%). Vergeleken met de census van 1995 is het aantal mensen met 3.992.906 (51,5%) toegenomen.
De bevolkingsdichtheid van CALABARZON was ten tijde van de laatste census, met 11.743.110 inwoners op 16.228,6 km², 723,6 mensen per km².